# Goodlow
Goodlow é uma cidade localizada no estado norte-americano do Texas, no Condado de Navarro.

## Demografia
Segundo o censo norte-americano de 2000, a sua população era de 264 habitantes.
Em 2006, foi estimada uma população de 288, um aumento de 24 (9.1%).

## Geografia
De acordo com o United States Census Bureau tem uma área de
2,7 km², dos quais 2,7 km² cobertos por terra e 0,0 km² cobertos por água.

## Localidades na vizinhança
O diagrama seguinte representa as localidades num raio de 16 km ao redor de Goodlow.